# Pireella formosana
Pireella formosana är en bladmossart som beskrevs av Brotherus 1921. Pireella formosana ingår i släktet Pireella och familjen Pterobryaceae. Inga underarter finns listade i Catalogue of Life.